# Greta Turković
Barunica Greta Turković (djevojački Pexider-Srića; Križevci, 11. svibnja 1896. – Zagreb, 18. veljače 1978.) bila je hrvatska kiparica, slikarica, dizajnerica interijera i ilustratorica.

## Životopis
Turković je kći kemičara i profesora Gustava Pexidra te mlađa sestra slikarice Zdenke Pexidr-Srića.
Turković je diplomirala 1919. godine na kiparskom odjelu Kraljevske akademije za umjetnost i obrt u Zagrebu. 
Umjetnici tzv. zagrebačke škole Robert Frangeš Mihanović i Rudolf Valdec imali su velik utjecaj na njezin rad. Njezin slikarski opus može se tematski podijeliti u dva dijela: etnografski rad i ilustriranje znanstvenih radova te propagandni rad. Oko 1926. godine počinje se više baviti crtanjem i studijem etnografije izrađujući mnogo crteža folklora te oko 80 akvarela narodnih nošnji. Zajedno s Kamilom Tončićem, osnivačem Etnografskog muzeja i Galerije umjetnina u Splitu, izradila je osam figura narodnih nošnji oko 80 cm visine u drvu.
Tridesetih godina najviše se bavila etnografijom, povremeno se vraćajući na modeliranje. Etnološki muzej iz Berlina 1935. godine otkupljuje njene figurine u narodnim nošnjama. Na Međunarodnoj izložbi u Parizu 1937. godine izlaže figurine za koje dobiva diplomu, a mnogi njeni radovi dospjeli su i do Engleske i Amerike.
Oko 1933. godine Turković počinje sustavno crtati grožđe, što je rezultiralo stručnom zbirkom s 90 slika grožđa, od kojih je 6 tiskano kao Ampelografski atlas (I–II, 1953./1962.), koji izdaje zajedno sa suprugom Zdenkom. Zbog svoje kvalitete, Atlas je dobio međunarodno odlikovanje Diplome d'Honneur de l' Office International de la Vigne et du Vin u Parizu 1957. godine. To ih je motiviralo da 1962. naprave i drugi dio atlasa s novih 30 slika.
Poslije toga nastaju Pomologija Jugoslavije, Ljekovito bilje Jugoslavije (1960.) i Atlas bolesti i štetnika poljoprivrednih kultura (1962.). Švicarci je angažiraju za ilustriranje brošure korova i plakata o biljnim štetočinama. Nijemci naručuju kartone bolesti vinove loze, a po narudžbi uprave Brijuna slika floru Brijuna u 13 velikih slika.
Od 1937. godine Turković radi u radnji Contempora koju su vodili arhitekt Zdenko Strižić i njegova supruga. Turković je bila zadužena za oblikovanje u kovini, za kovano željezo, za drvo, slamu i staklo. Od posebnih angažmana, radila je nacrte za staklo prema kojima su nastali servisi za potrebe hotela Excelsior u Dubrovniku i Hotel Dubrovnik u Zagrebu. Rasvjetnim tijelima oprema prostorije Veleposlanstva Jugoslavije u Sofiji kao i Ministarstvo unutarnjih poslova NR Hrvatske.

## Počasti
- Ulica Grete Turković-Srića, nalazi se u zagrebačkoj gradskoj četvrti Sesvete.